# Magdalena Cielecká
Magdalena Cielecká (* 20. února 1972 Myszków, Slezské vojvodství) je polská herečka, která na filmovém plátně debutovala v roce 1995 postavou sestry Anny v psychologickém dramatu Pokuszenie. Za svůj výkon obdržela cenu pro nejlepší herečku na Gdyňském festivalu hraných filmů. Na polskou filmovou cenu Orel byla nominována za snímky Amok, Egoisté a Zakochani.
V seriálové tvorbě si zahrála v komediální Magdě M., či kriminálně laděných Prokuratoru, Učitelovi a Vraždách na přelomu století. Působí také v dabingu a na divadelních scénách. V roce 2008 se stala členkou činohry Nowého Teatru ve Varšavě.

## Soukromý život
Narodila se roku 1972 ve slezském Myszkówě. Dětství prožila v letovisku Żarki-Letnisko. Na středoškolském liceu Mikuláše Koperníka v Čenstochové maturovala v roce 1991. Profesorka polštiny ji přivedla k divadlu. Herectví poté absolvovala roku 1995 na Akademii divadelních umění Stanisława Wyspiańského v Krakově, vysoké umělecké škole do roku 2017 nesoucí jméno Ludwika Solského.
V Polsku se stala tváří kosmetické značky Avon. Partnerské vztahy udržovala s divadelním režisérem Grzegorzem Jarzynou, hercem Andrzejem Chyrou a v letech 2013–2019 s Dawidem Wajntraubem.

## Filmografie

### Film
| Rok  | Název                                           | Role                     | Poznámky                                    |
| ---- | ----------------------------------------------- | ------------------------ | ------------------------------------------- |
| 1995 | Pokuszenie                                      | Anna                     | Gdyňský filmový festival – nejlepší herečka |
| 1996 | Uczeń                                           | drogově závislá          |                                             |
| 1998 | Amok                                            | Julia                    | Orel – nominace na nejlepší herečku         |
| 1999 | Jak narkotyk                                    | Anna Piwowská            |                                             |
| 2000 | Egoisté                                         | Anka                     | Orel – nominace na nejlepší herečku         |
| 2000 | Weiser                                          | úřednice                 |                                             |
| 2000 | Zakochani                                       | Zosia Karská             | Orel – nominace na nejlepší herečku         |
| 2001 | Listy miłosne                                   | Teresa Lenartová         |                                             |
| 2003 | Powiedz to, Gabi                                | Baśka                    |                                             |
| 2004 | Trzeci                                          | Ewa                      |                                             |
| 2005 | Po sezonie                                      | Emilia „Imeila” Orłowská |                                             |
| 2005 | Chaos                                           | Hanna von Bronheimová    |                                             |
| 2006 | Samotność w sieci                               | Ewa                      |                                             |
| 2006 | Palimpsest                                      | Hanna                    |                                             |
| 2006 | Demakijaż                                       | Anita                    |                                             |
| 2007 | Katyň                                           | Agnieszka                |                                             |
| 2009 | Menší zlo                                       | herečka                  |                                             |
| 2010 | Benátky                                         | Joanna                   |                                             |
| 2011 | Jezioro                                         | dcera                    |                                             |
| 2012 | Taniec śmierci. Sceny z Powstania Warszawskiego | Irena                    |                                             |
| 2015 | Gwiazdy                                         | matka Banasia            |                                             |
| 2015 | Córki dancingu                                  | Boskie Futro             |                                             |
| 2015 | Max i Helena                                    | Matylda Kerrová          | televizní film                              |
| 2016 | Spojené státy lásky                             | Iza                      |                                             |
| 2016 | Pitbull. Niebezpieczne kobiety                  | Izabela Zychová          |                                             |
| 2017 | Gwiazdy                                         | matka Jana Banasia       |                                             |
| 2017 | Nejlepší                                        | matka Jerzyho            |                                             |
| 2017 | Srdce lásky                                     |                          |                                             |
| 2018 | 7 citů                                          | mama Aldka               |                                             |
| 2019 | Píseň jmen                                      |                          |                                             |
| 2019 | Ciemno, prawie noc                              | Alicja Taborová          |                                             |
| 2020 | Zabij to a opusť město                          |                          |                                             |

### Seriály
| Rok  | Seriál                    | Role                  | Poznámky                               |
| ---- | ------------------------- | --------------------- | -------------------------------------- |
| 1997 | Sława i chwała            | Aniela                | 5.–7. díl                              |
| 1998 | Siedlisko                 | Basia                 |                                        |
| 2003 | Defekt                    | Elżbieta Ginterová    | do 2005                                |
| 2005 | Oficer                    | Rita Wielgoszová      | 9., 11. díl                            |
| 2005 | Magda M.                  | Dorota Korzecká       | 1., 2., 17.–19., 22.–30., 38., 39. díl |
| 2005 | Boża podszewka II         | Frau Peszkeová        | 9., 11. díl                            |
| 2006 | Samotność w sieci         | Ewa                   |                                        |
| 2006 | Oficerowie                | Rita Wielgoszová      | 4., 9.–12. díl                         |
| 2008 | Trzeci oficer             | Rita Wielgoszová      | 2., 4.–6., 9., 10. díl                 |
| 2010 | Hotel 52                  | Iwona Szwedová        | do 2013                                |
| 2012 | Terapie                   | Natalia               | 2. řada                                |
| 2012 | Czas honoru               | Ada Lewińská          | do 2013                                |
| 2013 | Prawo Agaty               | Danuta                | 29. díl                                |
| 2015 | Prokurator                | Ewa Sidlecká          |                                        |
| 2015 | Pakt                      | Ewa Grodecká          |                                        |
| 2016 | Učitel                    | Katarzyna Molędová    | 1. řada                                |
| 2017 | Vraždy na přelomu století | Konstancja Morawiecká |                                        |
| 2018 | Chyłka                    | Joanna Chyłková       |                                        |